# Allard M
Der Allard M ist ein Sportcabriolet, das die britische Allard Motor Company Ltd. von 1947 bis 1950 herstellte. Es gilt als der erste zivilisierte Sportwagen, den das Unternehmen auflegte.
Der M ist ein zweitüriges, viersitziges Cabriolet, eine Karosserieversion, die in Großbritannien als „Drophead Coupé“ angeboten wird. Angetrieben wurde der Wagen von einem seitengesteuerten V8-Motor aus dem Ford Pilot mit 3622 cm³ Hubraum (Bohrung × Hub = 77,79 mm × 95,25 mm). Das 6,1 : 1 verdichtete Aggregat war mit einem Ford-Vergaser bestückt und leistete 85 bhp (62,5 kW) bei 3500/min. Spätere Exemplare des Modells M erhielten auch das Getriebe des Ford Pilot mit Lenkradschaltung.
In drei Jahren entstanden etwa 500 Exemplare.